# 에우스트렙토스폰딜루스
에우스트렙토스폰딜루스(Eustreptospondylus) 또는 유스트렙토스폰딜루스는 중생대 쥐라기 중기에서 후기까지 서식한 육식공룡이다. '용반목'-'수각아목'-'메갈로사우루스과'에 속한다. 학명은 '잘 구부러진 척추'라는 의미를 갖는다. 화석은 영국, 프랑스등 주로 유럽에서 발견되었고, 2족보행을 했을 것으로 추정된다. 머리는 과도와 같은 형태의 이빨을 가지고 있다. 팔이 짧고 골반은 원식적인 특징을 보인다. 또한 물속에서 헤엄을 칠 수 있었다. 전체 몸 길이는 약 5~9m에 체중은 1500kg에서 3톤 정도 되었을 것으로 추정된다. 주로 해안가를 거닐면서 다른 바다파충류나 동물의 사체를 주워먹거나 람포린쿠스를 사냥해 잡아먹었을 것이다. 가끔 가다 플리오사우루스나 리오플레우로돈같은 거대한 해양파충류에게 잡아먹힌 흔적도 발견된다.